# Karapürçek

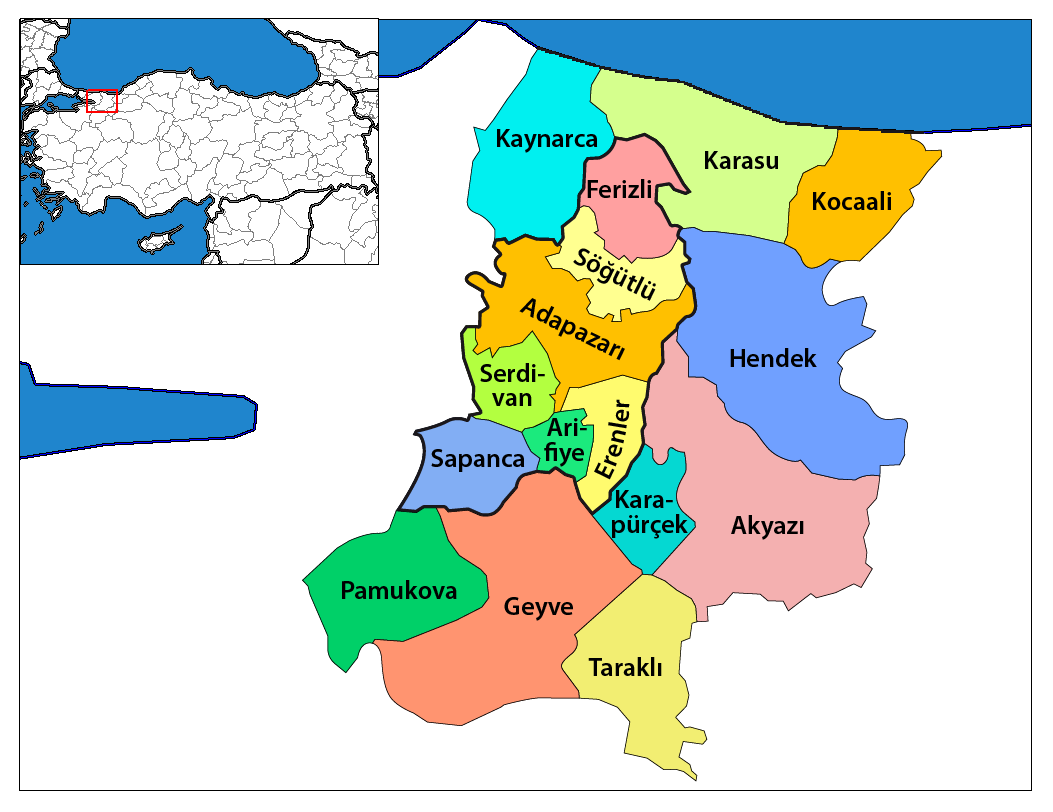
Lage von Karapürcek

Karapürçek ist eine Stadtgemeinde (Belediye) im gleichnamigen Ilçe (Landkreis) der Provinz Sakarya und zugleich eine Gemeinde der 2000 geschaffenen Büyüksehir belediyesi Sakarya (Großstadtgemeinde/Metropolprovinz) in der Türkei. Seit der Gebietsreform 2013 ist die Gemeinde flächen- und einwohnermäßig identisch mit dem Landkreis.
Karapürçek liegt in einer fruchtbaren und landwirtschaftlich geprägten Region. Es werden Getreide, Bohnen, Kartoffeln, Mais und Obst angebaut. Ferner gibt es Tiermast, Geflügelhaltung und Seidengewinnung.
Bis zu seiner Souveränität war der Kreis Karapürçek ein Bucak gleichen Namens im Landkreis Akyazı, bestehend aus 17 Dörfern und dem Verwaltungszentrum, der gleichnamigen Belediye. Durch das Gesetz Nr. 3647 wird er unabhängig.
(Bis) Ende 2012 bestand der Landkreis aus der Kreisstadt und noch acht Dörfern (Köy), die während der Verwaltungsreform 2013 in Mahalle (Stadtviertel, Ortsteile) überführt wurden. Den Mahalle stand und steht ein Muhtar als oberster Beamter vor.
Ende 2020 lebten durchschnittlich 938 Menschen in jedem dieser 14 Mahalle, 2.508 Einw. im bevölkerungsreichsten (Cumhuriyet Mah.).